# (31940) Sutthiluk
2000 GQ104 (asteroide 31940) é um asteroide da cintura principal. Possui uma excentricidade de 0.15253000 e uma inclinação de 4.54461º.
Este asteroide foi descoberto no dia 7 de abril de 2000 por LINEAR em Socorro.